# Organisation iranienne du patrimoine culturel, de l’artisanat et du tourisme

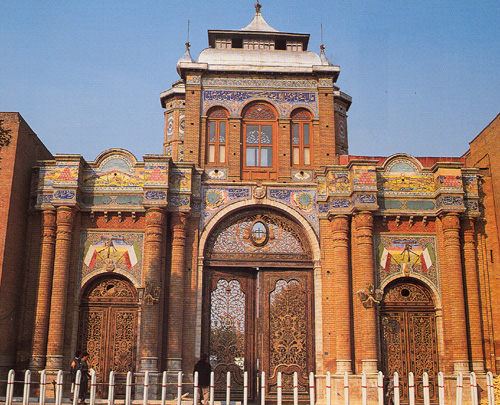
Portes du ministère iranien des Affaires étrangères, appelé Bagh-Melli. Les portes ont été faites pendant l'ère Qajar. Lieu : Téhéran, Iran.

L'Organisation iranienne du patrimoine culturel, de l’artisanat et du tourisme (persan : سازمان میراث فرهنگی، صنایع دستی و گردشگری) est une institution de recherche et d'enseignement administrant les nombreux musées associés en Iran. Elle est gérée et financée par le gouvernement de l'Iran.
Elle a été créée en 1985 par une loi de la Madjles fusionnant 11 organisations culturelles et de recherche. Alors connue sous le nom d'Organisation de l'héritage culturel d'Iran (ICHO), elle fusionne en 2005 avec l'Organisation du tourisme et du voyage (ITTO) pour former l'Organisation iranienne du patrimoine culturel, de l’artisanat et du tourisme (ICHHTO).
Elle publie et approuve la publication de nombreux livres et journaux, et mènent des projets en collaboration avec des académies et musées étrangers. Elle est similaire dans ses activités et sa portée à la Smithsonian Institution.
ICHO possède aussi une agence de presse, l'agence de presse de l'héritage culturel.

## Quelques musées et palais gérés par l'ICHO
- Arg-é Bam
- Hacht Behecht (Ispahan)
- Musée national d'Iran
- Musée du verre et des céramiques d'Iran
- Musée du Tapis d'Iran
- Musée Reza-Abbasi
- Musée national d'Iran Malik
- Musée national de la voiture d'Iran
- Palais Morvarid
- Palais de Saadabad
- Palais de Niavaran
- Palais du Golestan
- Place Naghch-e Djahan

## Quelques organisations administrées par l'ICHO
- (en) Iran Tourism and Touring Organization
- (en) Cultural Heritage News Agency
- (en) « ICHO Public Relations Office »(Archive.org • Wikiwix • Archive.is • Google • Que faire ?)
- (en) Research Center for Conservation of Cultural Relics
- (en) ICHO Documentation Center
- (en) « Noruz Anthropology Research Center »(Archive.org • Wikiwix • Archive.is • Google • Que faire ?)
- (en) Technical Office for Preservation Projects of ICHO
- (en) « Research Center of the Traditional Arts »(Archive.org • Wikiwix • Archive.is • Google • Que faire ?)

## Quelques projets archéologiques de l'ICHO
- Ayapir
- Chogha Zanbil
- Soltaniyeh
- Bisutun
- Takht-e Suleiman
- Citadelle de Bam
- Persépolis et Pasargades
- Mil-e Naderi

## Branches provinciales
L'ICHO a des branches dans toutes les provinces d'Iran qui administrent et opèrent les projets locaux, les sites et les musées. Des liens à certaines de ces branches sont donnés ci-dessous. Certains liens sont en anglais, d'autres en Persan et contiennent de l'information détaillée :
- ICHO de l'Azerbaïdjan oriental
- ICHO de Téhéran
- ICHO du Khorasan
- ICHO de Qazvin
- ICHO de Qom
- ICHO de Semnan
- ICHO de Kerman
- ICHO d'Ispahan
- ICHO du Lorestan
- « ICHO de Markazi »(Archive.org • Wikiwix • Archive.is • Google • Que faire ?)
- ICHO du Fars
- ICHO de Kermanshah
- « ICHO de Birjand »(Archive.org • Wikiwix • Archive.is • Google • Que faire ?)
- ICHO du Kordestan
- « ICHO du Mazandaran »(Archive.org • Wikiwix • Archive.is • Google • Que faire ?)
- « ICHO de Sistan et Baluchestan »(Archive.org • Wikiwix • Archive.is • Google • Que faire ?)
- ICHO de Bushehr
- ICHO du Gilan
- ICHO de Hamedan